# Pétase
Cet article possède un paronyme, voir Pétasse.

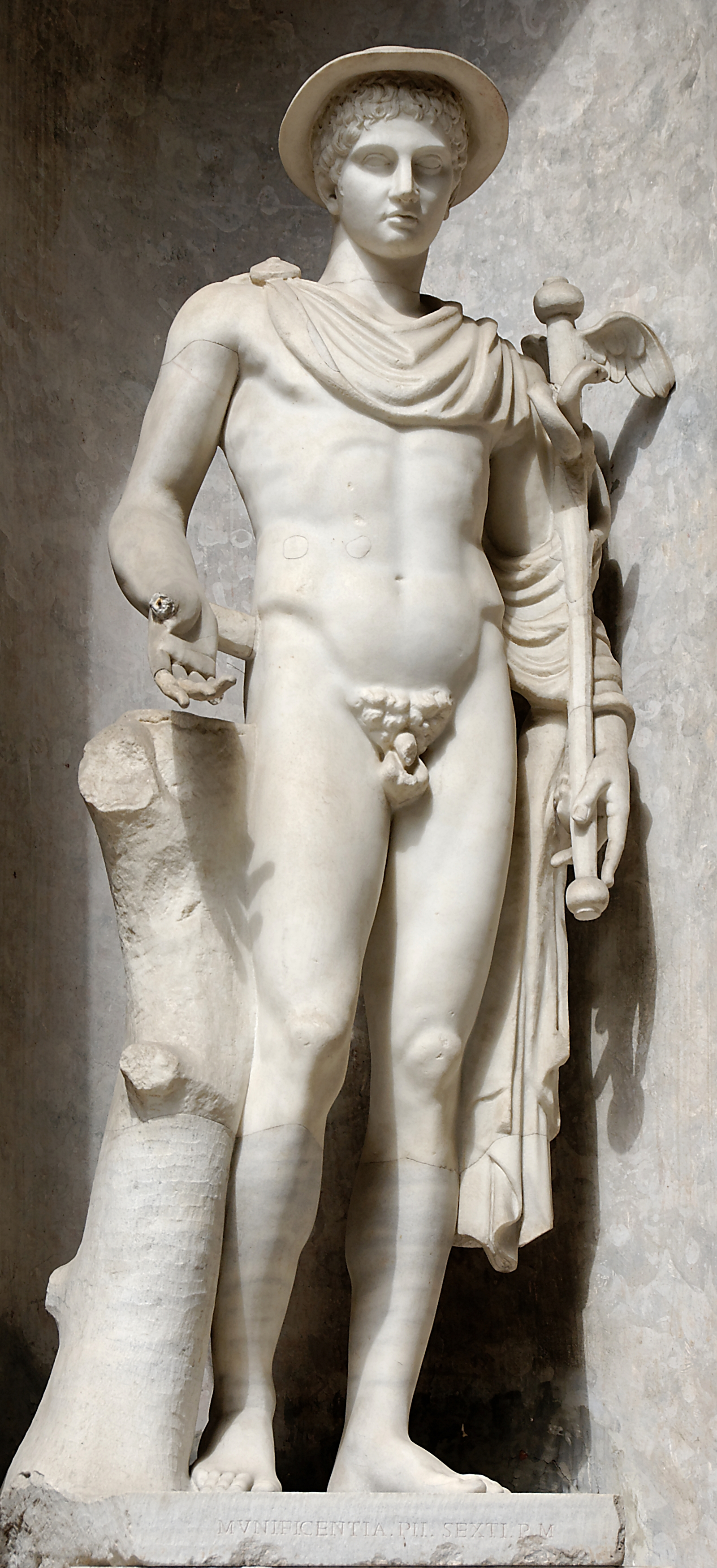
Hermès Ingenui coiffé du pétase.
Copie romaine d'un original grec du Ve siècle av. J.-C., musée Pio-Clementino, Vatican.

Le pétase (en grec ancien πέτασος / pétasos) est un chapeau rond de feutre ou de paille, à bord large, souple et plat dont se coiffaient principalement les voyageurs grecs. Un cordon, noué sous le menton ou derrière la tête, le maintenait en place.

## Description

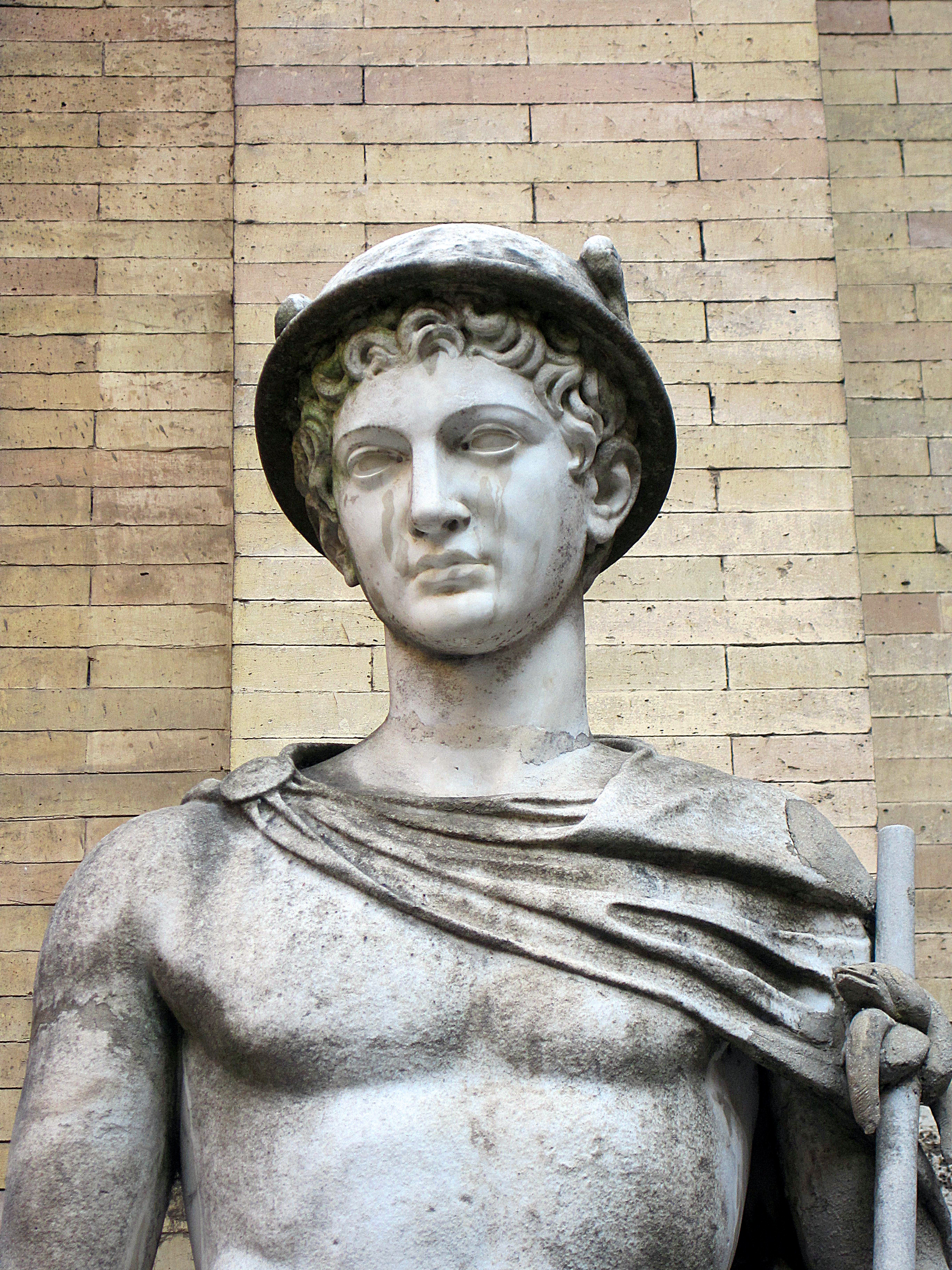
Statue d'Hermès (détail).
Musée Pio-Clementino (Musées du Vatican).

Les Grecs le pensaient d’origine thessalienne. Il était porté, en même temps que la chlamyde, par les éphèbes au gymnase. Il donna naissance à l'expression ὑπὸ πέτασον ἄγειν, utilisée par la Septante dans le deuxième livre des Maccabées (2 Maccabées 4, 12), littéralement « mener sous le pétase », c’est-à-dire « conduire au gymnase ».
Ailé, c’est l'un des attributs du dieu Hermès, protecteur des éphèbes.
Pour les Étrusques, c'est le chapeau du paysan[source insuffisante].
Les Romains l’utilisaient également, au théâtre, pour se protéger du soleil.

## Galerie

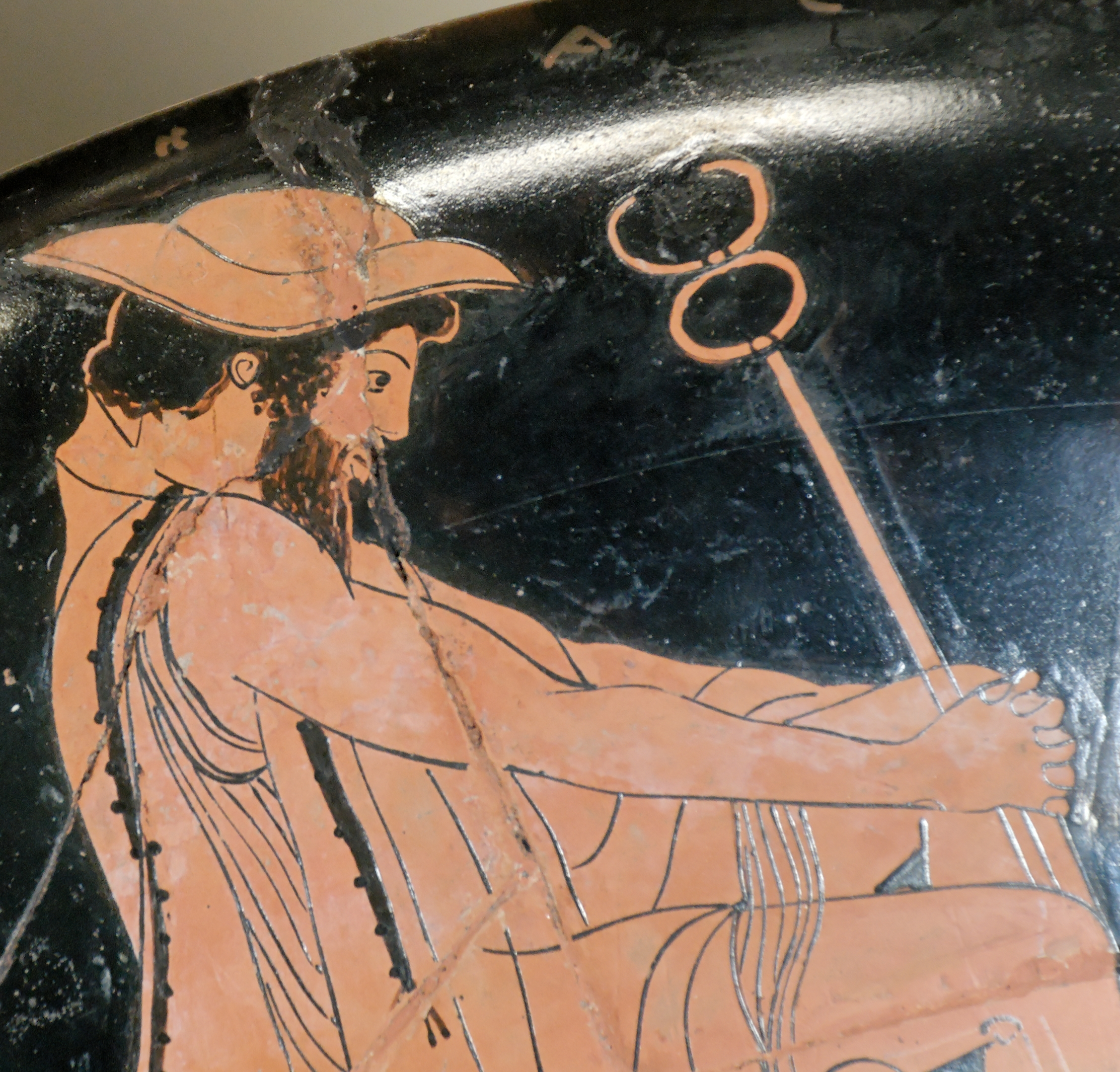
Hermès portant un pétase et tenant le caducée.
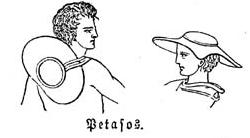
Dessins d'un pétase.
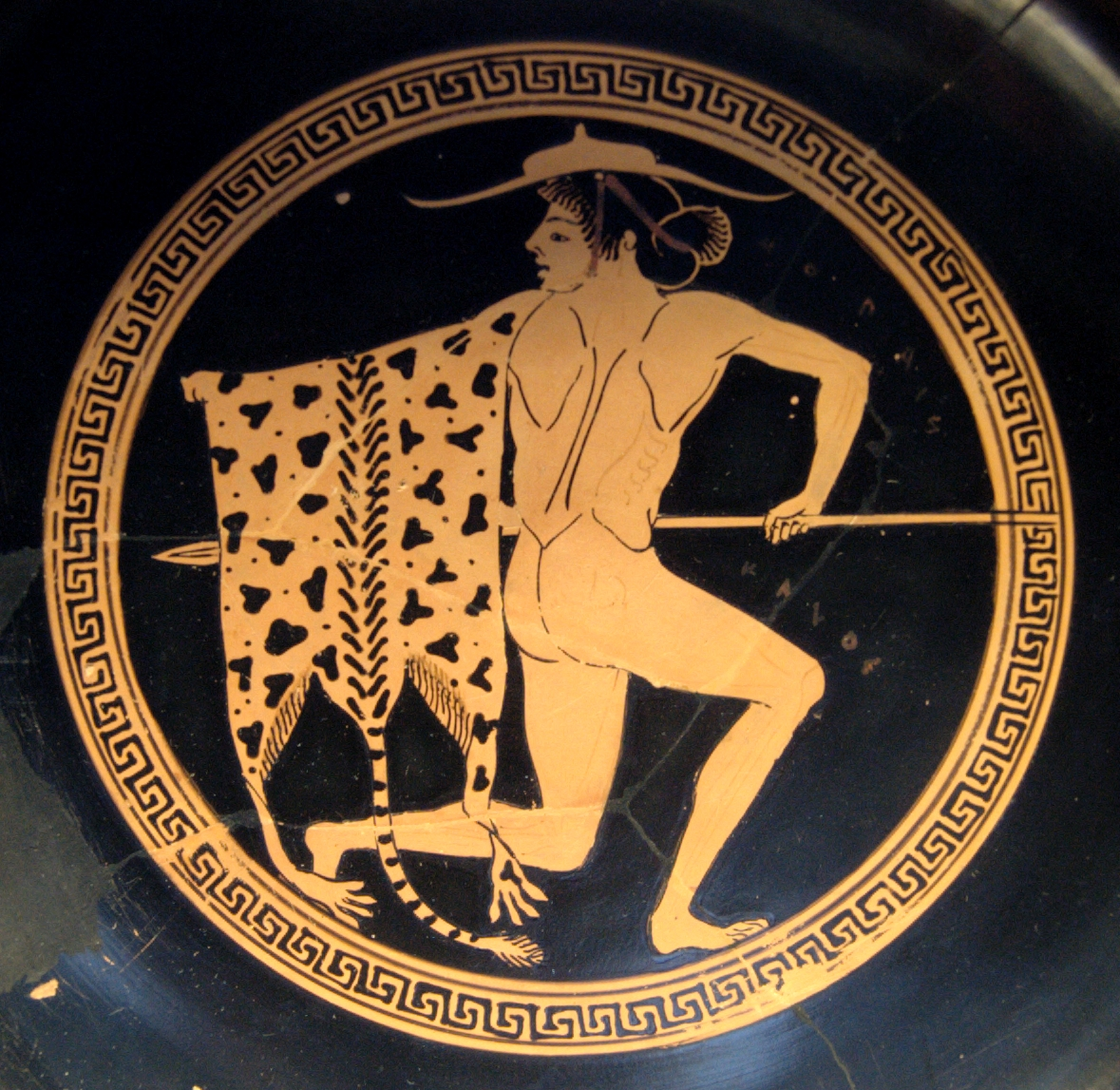
Jeune homme portant un pétase, une peau de léopard et tenant une lance.
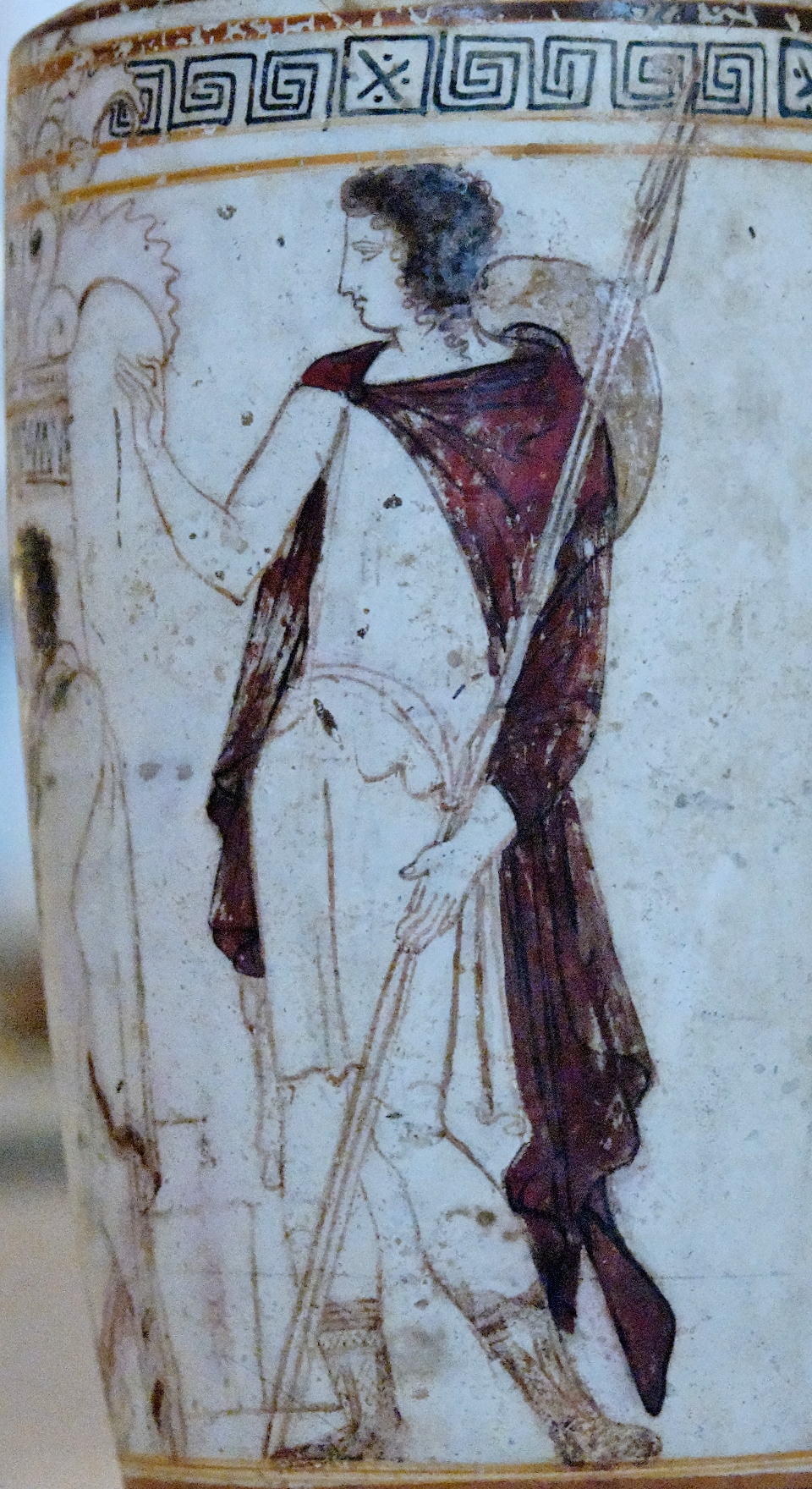
Cavalier avec un pétase pendant sur le dos.